# Chimarra pulchra
Chimarra pulchra är en nattsländeart som beskrevs av Hagen 1861. Chimarra pulchra ingår i släktet Chimarra och familjen stengömmenattsländor. Inga underarter finns listade i Catalogue of Life.